# In ictu oculi
In ictu oculi (en español: En un abrir y cerrar de ojos) es una pintura del artista Juan de Valdés Leal. Fue un encargo de la Hermandad de la Caridad de Sevilla para la iglesia del hospital. El encargo consistió en dos obras: In Ictu Oculi y Finis Gloriae Mundi En su obra, representa el tema de la vanitas. Plasma los placeres terrenales como una vanidad. Con los elementos que utiliza hace un recordatorio de la inevitabilidad de la muerte, sin importar el poder, la belleza o las posesiones terrenales.

## Contexto histórico
En el siglo XVII, la muerte se convirtió en una preocupación en la población europea. Se desencadenó una crisis política desde la Guerra de los Treinta Años (1618-1648) hasta finales del siglo. Además, se consideró como un periodo desfavorable para la agricultura. No obstante, también es conocido por ser el siglo de la Revolución Científica.
Debido a la crisis política y económica que atravesó España, la muerte se convirtió en el discurso ideológico y artístico de esa época. Bajo este contexto, se desarrolla la vanitas como género pictórico del barroco.  Se conoce el origen etimológico de la pablara vanitas por las palabras de Salomón en el texto Eclesiastés (1:2): “vanidad de vanidades, todo es vanidad” 
La Iglesia va a tomar un dominio moralizante en este tema y se va a convertir en mediadora para la salvación del hombre, esto va a quedar establecido en la última sesión del Concilio de Trento de 1563. Figuras como san Ignacio de Loyola y Luis de la Puente se encargaron de escribir meditaciones espirituales y reflexiones para liberar el alma de lo terrenal.
En el siglo XVI y XVII se consolida el concepto de vanitas que hace referencia a la insignificancia de los placeres y posesiones terrenales que al morir carecen de un valor espiritual. Se consideraba insignificante la posesión de riquezas, poder, placeres y belleza al momento de querer cumplir con el propósito de alcanzar la vida eterna.
La literatura del Siglo de Oro de España sirvió como influencia en las representaciones pictóricas en el uso de símbolos y elementos. Se retoma la idea del teatrum mundi para considerar la vida terrenal como un engaño.
En el arte, las representaciones simbólicas del memento mori van a estar presentes como un recordatorio de la muerte. La traducción del latín del memento mori es: “recuerda que morirás”  Su propósito es recordar al hombre su mortalidad y la brevedad de la vida sin importar el poder y los bienes terrenales.
La relación de la muerte con la vanidad se reflejó en las representaciones literaria y pictóricas. Las vanitas se relacionó con géneros como la naturaleza muerta, la pintura de flores o bodegones hasta que adquirió su autonomía como género. Sin embargo, la temática de la muerte no fue un cambio drástico en las representaciones artísticas; hubo evolución y continuidad hasta adaptarse al pensamiento y estética del barroco.

## Juan de Valdés Leal
Juan de Valdés Leal nació en Sevilla en 1622. La formación artística en su juventud se debe situar entre 1637 y 1642. En sus trabajos resalta la serie de pinturas sobre la vida de San Jerónimo en el convento con dicho nombre. En 1659 fungió como examinador del gremio sevillano de pintores. En 1667 solicita su ingreso en la Hermandad de la Santa Caridad de Sevilla para la que pintó una serie de dos cuadros: los jeroglíficos de las postrimerías: in ictu oculi y finis gloriae mundi Junto a los artistas sevillanos más reconocidos intervino en la decoración y arquitectura de la catedral sevillana en 1671.
El pintor sufrió un ataque de apoplejía que limitó sus capacidades físicas. Siguió trabajando en la Iglesia de San Clemente y para la Santa Caridad. Sin embargo, su condición física no le permitió seguir trabajando para la Iglesia de San Clemente. Juan de Valdés murió en 1690. Fue enterrado en la Iglesia de San Andrés.

## Descripción de la obra
Entre 1671 y 1672, Juan de Valdés pintó un encargo de la Hermandad de la Caridad de Sevilla para la iglesia del hospital. Se trata de una serie de dos de sus cuadros más famosos: in ictu oculi y finis gloriae mundi. En estas obras hace alusión al tema de las vanitas con un sentido moralizante.
En la obra in ictu oculi se aprecia la personificación de la muerte mediante un esqueleto, indica la rapidez con que llega la muerte y acaba con la vida humana. El conjunto de elementos representados indica los placeres terrenales y lo mundano como una vanidad.
El fondo del cuadro es oscuro y tétrico, los tonos claros y los brillos en los elementos crean un claroscuro característico del barroco. La composición de la obra es triangular o piramidal.
La muerte es la protagonista de esta obra, se representa por medio de un esqueleto que tiene bajo su brazo izquierdo un ataúd cubierto por un manto blanco, mientras que en su mano porta su guadaña. Con la mano derecha apaga una vela sobre la que aparece la frase in ictu oculi.  Esta frase corresponde a la Primera Epístola de san Pablo a los Corintios 15, 52, donde anuncia la inminencia de la resurrección : “in momento, in ictu oculi, in novissima tuba canet enim, et mortui resurgent incorrupti et nos inmutabimur” (“en un instante, en un abrir y cerrar de ojos, al toque de la trompeta final; pues sonará y los muertos resucitarán incorruptos, y nosotros seremos transformados”)
Elena Palos señala que: “el esqueleto tiene una expresión irónica hacia el espectador, a quien mira directamente casi esbozando una macabra sonrisa”. Sobre la tumba que aparece en el centro se encuentra una tiara papal, una mitra de obispo, telas blancas y rojas, un báculo de obispo, dos coronas, una cadena de oro. Una cruz papal y varios libros se apoyan contra la tumba. Al lado derecho se encuentran partes de una armadura. El esqueleto pisa con su pie izquierdo un globo terráqueo.
En el frente se encuentra un libro abierto, se alcanza a distinguir en una de sus hojas el grabado de un arco triunfal, éste lo solían recibir las ciudades triunfadoras de batalla. Para Valdés esto no tiene importancia frente a la muerte.
Joan Ramón Triadó (2000) identifica el análisis de Ingvar Bergstrom y señala tres categorías simbólicas para encasillar los motivos visuales que componen los cuadros de las vanitas. En la primera categoría se encuentran los símbolos de la vida terrena que se divide en tres campos: símbolos de la vida contemplativa, símbolos de la vida práctica y símbolos de  indulgencias. En la segunda categoría se encuentran los símbolos de la mortalidad humana y, por último, los símbolos de la resurrección a la vida eterna.
En la pintura de Juan de Valdés in inctu oculi hay elementos que simbolizan la vida contemplativa donde aparecen símbolos de sabiduría como los libros. Las armaduras, espadas y joyas forman parte de los símbolos de la vida práctica y hacen referencia a la inutilidad de estos objetos frente a la muerte. Destacan símbolos de mortalidad: la vela que es apagada por la mano del esqueleto y que hace alusión al paso del tiempo.